# Ichneumon acourti
Ichneumon acourti là một loài tò vò trong họ Ichneumonidae.